# تين ربابي الورق
تين ربابي الورق شجرةٌ متوسطة القد مهدها الصين من نوع التين ، تعلو من 8 إلى 12م. أوراقها كبيرة الحجم طولها من 30 إلى 60 سم. وعرضها من 20 إلى 25 سم. نصلها أمرط البشرة على صفيحتيه تعلوه عروق ناشزة عديدة الشرايين. يزرع للتزيين. يعيش في المراكن و البيوت